# The Exploits of the Emden
The Exploits of the Emden è un film muto del 1928 diretto da Ken G. Hall sulla battaglia delle isole Cocos che, il 9 novembre 1914 durante la prima guerra mondiale, vide lo scontro in mare tra l'incrociatore leggero australiano HMAS Sydney e l'incrociatore SMS Emden.

## Trama

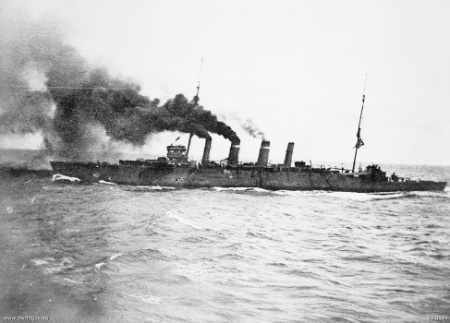
HMAS Sydney (settembre 1914)

Un marinaio tedesco, in servizio sulla SMS Emden e fresco sposo, chiede alla moglie di raggiungerlo in estremo oriente per imbarcarsi con lui sulla nave. Nel frattempo scoppia la guerra ed i due sposi non si incontrano in quanto la Emden prende il mare. Quando la nave da guerra affonda una nave passeggeri il marinaio scopre che tra i passeggeri figurava sua moglie, che viene ripescata insieme ad altri naufraghi; la moglie viene poi sbarcata non appena la nave effettua uno scalo, mentre il marito affronterà il combattimento della sua nave con l'incrociatore australiano Sydney, al quale sopravviverà riunendosi poi a sua moglie.

## Produzione
Il film fu prodotto da Ken G. Hall per la First National Pictures (Australasia). Hall aveva girato alcune scene aggiuntive di Unsere Emden, un film tedesco che documentava lo scontro navale delle Cocos, lavoro che gli era stato commissionato dalla sua casa di produzione che aveva acquisito i diritti della pellicola tedesca. Quando però il film arrivò a Sydney nel 1927, l'amministratore delegato della First National, John Jones, affidò a Hall, il suo direttore pubblicitario, il compito di girare delle nuove scene che dovevano sostituire quelle, ritenute molto improbabili, interpretate da tedeschi che recitavano il ruolo di australiani. Il film, rigirato e rimontato da Hall, venne intitolato The Exploits of the Emden.
Il film fu realizzato con la collaborazione della Royal Australian Navy che permise a Hall di girare a bordo della vera HMAS Sydney mentre l'incrociatore si trovava nel mare della Baia di Jervis. Consulente tecnico del film fu un segnalatore che aveva partecipato alla battaglia

## Distribuzione
Il film uscì nelle sale cinematografiche australiane il 21 settembre 1928.